# 張皇后 (嘉靖帝)
継后張氏（けいこう ちょうし）は、明の嘉靖帝の廃后。名は七姐（しちしゃ）。

## 経歴
衛輝府新郷県の人。生員の張楫と妻の薛氏のあいだの娘として生まれる。礼儀を重んじる聡明な女性だった。嘉靖元年（1522年）、陳氏（後に皇后となった）と文氏（後に恭妃となった）と共に、選抜されて後宮に入り、順妃となった。父の張楫は正四品錦衣衛帯俸指揮僉事に任じられた。
嘉靖7年（1528年）10月、陳皇后が嫉妬するように流産して崩ずると、翌月に嘉靖帝の母の蒋太后の薦めで張七姐は代わって皇后に立てられた。その後は嘉靖帝の意向に従い、後宮の妃たちを率いて「女訓」を学び、内向的で慎ましやかな振る舞いで皇帝に仕えた。しかし皇帝との仲はうまくゆかず、嘉靖13年（1534年）正月6日、張七姐は嘉靖帝の怒りを買って鞭打ちの罰を与えられた上に、皇后の地位を廃位され、冷宮（らんごん）に追いやられた。
嘉靖15年閏12月3日（1537年1月14日）、薨去した。幽閉生活中に次第に健康を害し、精神的にも追い詰められ、ついには誰にも看取られることなく息を引き取ったとされる。享年は不明だが、30代と考えられている。没後、葬儀は恭譲皇后胡善祥（宣徳帝の廃后）の格式で執り行われ、単に継后と称されるのみで諡号もつけられていない。金山に葬られた。

## 伝記資料
- 『明世宗実録』
- 『宛署雑記』